# Mietałłurg Kujbyszew
Mietałłurg Kujbyszew (ros. Футбольный клуб «Металлург» Куйбышев, Futbolnyj Kłub "Mietałłurg" Kujbyszew) – rosyjski klub piłkarski z siedzibą w mieście Samara. 

## Historia
Chronologia nazw:
- 1962—1970: Mietałłurg Kujbyszew (ros. «Металлург» Куйбышев)

Piłkarska drużyna Mietałłurg została założona w 1962 w mieście Kujbyszew, tak do 1991 nazywało się miasto Samara.
W 1963 klub debiutował w Klasie A, strefie 4 Mistrzostw ZSRR i występował w niej do 1967.
W 1968 i 1969 klub występował w Drugiej Grupie A, podgrupie 2. W 1969 klub zajął pierwsze miejsce w podgrupie oraz trzecie w turnieju finałowym.
Tak jak po zakończeniu sezonu 1969 okazało się, że miasto Kujbyszew w najwyższej lidze radzieckiej będzie przedstawione dwiema drużynami Krylja Sowietow Kujbyszew i Mietałłurg Kujbyszew, to postanowiono ostatnią drużynę rozwiązać i stworzyć mocną drużynę w sąsiednim mieście Togliatti, która godnie reprezentowałaby fabrykę samochodów WAZ. Tak w 1970 roku w wyniku fuzji klubów Chimik Togliatti i Mietałłurg Kujbyszew powstał klub Torpedo Togliatti.

## Sukcesy
- 1 miejsce w Drugiej Grupie A ZSRR, podgrupie 2:

1969

## Inne
- Krylja Sowietow Samara
- Łada Togliatti